# Caroline Townshend, 1. Baroness Greenwich

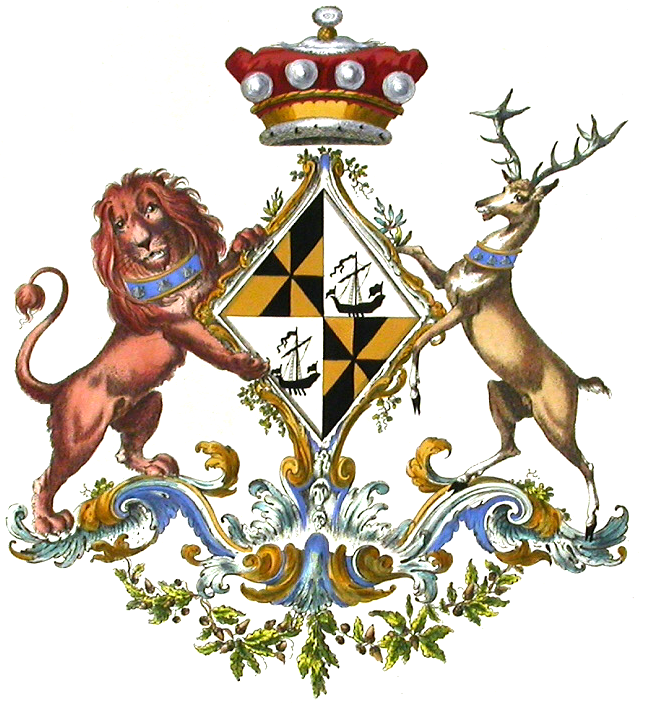
Wappen der Baroness Greenwich.

Caroline Townshend, 1. Baroness Greenwich (geborene Campbell, 17. November 1717; † 11. Januar 1794) war eine britische Adlige.

## Leben
Sie war das älteste Kind von John Campbell, 2. Duke of Argyll, 1. Duke of Greenwich, aus dessen zweiter Ehe mit Jane Warburton. Ihre jüngste Schwester war Lady Mary Coke.
Am 2. Oktober 1742 heiratete sie in erster Ehe Francis Scott, Earl of Dalkeith, Sohn von Francis Scott, 2. Duke of Buccleuch. Nach der Heirat führte sie den Höflichkeitstitel Countess of Dalkeith. Ihre Kinder waren:
- Lady Caroline Scott (1743–1753);
- John Scott, Lord Scott of Whitchester (1745–1749);
- Henry Scott, 3. Duke of Buccleuch (1746–1812) ⚭ Lady Elizabeth Montagu (1743–1827);
- Hon. Campbell Scott (1747–1766);
- Hon. James Scott (1748–1758);
- Lady Frances Scott (1750–1817) ⚭ Archibald Douglas, 1. Baron Douglas.

Francis starb bereits 1750 an den Pocken. Am 15. August 1755 heiratete Caroline in zweiter Ehe den Politiker Charles Townshend, den zweiten Sohn von Charles Townshend, 3. Viscount Townshend. Sie hatten zwei Söhne, die beide jung starben, sowie eine Tochter:
- Hon. Anne Townshend (1756–nach 1786), ⚭ (1) Richard Wilson, ⚭ (2) John Tempest.

Am 28. August 1767 wurde Caroline aus eigenem Recht zur Baroness Greenwich erhoben. Die Namensgebung dieses Titels spielte auf den Titel ihres Vaters, Duke of Greenwich, an. Als Grund für die Verleihung werden zwei Aspekte vermutet. Erstens als Entschädigung, da der Titel ihres Vaters erlosch, da er nur Töchter hatte. Zweitens als Auszeichnung für ihren Mann, dem anlässlich seines Ausscheidens aus dem Amt des Schatzkanzlers eine Baronswürde zugedacht war, der aber den Titel nicht selbst annehmen wollte, da er sonst seine Mitgliedschaft im House of Commons verloren hätte. Die Verleihung erhielt die spezielle Erbregelung, das er Titel nur an ihre Söhne aus zweiter Ehe vererbbar war. Da sie ihren beiden Söhne aus zweiter Ehe überlebte, erlosch der Titel mit ihrem Tod 1794.
Eine Zeichnung von Caroline, die Thomas Bardwell gezeichnet hat, wird in der Scottish National Gallery aufbewahrt.